# Gorky 17
Gorky 17, in den USA als Odium veröffentlicht, ist ein rundenbasiertes Strategiespiel das von Metropolis Software House entwickelt und von TopWare Interactive veröffentlicht wurde.
Das Spiel wurde ursprünglich für Windows entwickelt und später für MacOS und Linux umgesetzt. Zwölf Jahre nach der ersten Ankündigung ist es im Oktober 2015 auch für AmigaOS erschienen.

## Handlung
Im November 2008 gehen bei der NATO Meldungen ein, dass die Russen eines ihrer ehemaligen Trainingscamps für Spione und Agenten, Gorky 17, dem Erdboden gleichgemacht haben. Man spielt den Vorfall herunter und meint, dass man dies ohnehin vorgehabt habe. Als man ein Jahr später, bei der Eingliederung Polens in die NATO, eine ähnliche Anlage findet, beginnt man sie zu untersuchen. Es wird auch hier ein Labor entdeckt (man vermutete auch schon eins in Gorky 17), in dem militärische Experimente durchgeführt wurden. Bald darauf wird der Spähtrupp von Kreaturen angegriffen und der Kontakt bricht ab. Dieses Ereignis dringt an die Öffentlichkeit und man beginnt, den Ort abzuriegeln. Um weitere Untersuchungen anzustellen, wird ein dreiköpfiges NATO-Spezialteam entsandt.

## Spielprinzip

### Übersichtskarte
Im Spiel übernimmt der Spieler das Kommando über das oben genannte NATO-Team. Der Kanadier Cole Sullivan (Anführer des kleinen Trupps), der Pole Jarek Owicz und der Franzose Thiery Trantigne bilden das Kernteam und bleiben immer spielbar, es sei denn, einer stirbt – dann ist das Spiel vorbei. Im Verlaufe des Spiels stößt der Spieler immer wieder auf andere Charaktere, welche sich der Gruppe zeitweilig anschließen.
Gespielt wird zuerst auf einer vorgerenderten Umgebungskarte, welche sehr detailliert die Umgebung darstellt. Hier können die dreidimensional modellierten Figuren mit Teilen der Umgebung wie Türen, Leitern, Schaltern etc. interagieren, oder sie können Truhen und sonstige Behälter öffnen, um an neue Gegenstände wie Waffen, Munition oder Verbandszeug zu kommen. Es gibt im Spiel eine große Anzahl an verschiedenen Nah- und Fernkampfwaffen – vom Baseballschläger bis zur experimentellen Ionenkanone – und eine große Auswahl an Verbandszeugen mit verschiedenen Auswirkungen.
Wenn man sich auf der Übersichtskarte bestimmten Punkten nähert, wechselt das Spiel in den Kampfmodus. Die Gegner sind auf der Karte meistens nicht sichtbar, es sei denn, es handelt sich um Boss-Kämpfe oder spezielle Situationen. Die Gegner befinden sich auch immer an den gleichen Plätzen, sodass bei einem erneuten Spielen der Überraschungseffekt verloren geht.
Der Kampfmodus findet auf einer 3D-Version der Übersichtskarte statt, welche aber vergrößert wurde (beim gleichen Maßstab der Figuren) und nicht ganz so detailliert wirkt. Außerdem ist immer nur ein bestimmtes Areal Kampfgebiet. Die Kämpfe laufen rundenbasiert ab, wobei der Spieler und die KI abwechselnd alle Mitglieder ihrer Gruppe ziehen. Die Umgebung der Kampfareale sieht auch manchmal etwas anders aus als auf der Übersichtskarte. Ist dort zum Beispiel eine leere Straße zu sehen, kann es vorkommen, dass in den Gefechten die Gebiete mit (Benzin-)Fässern, Holzkisten oder ähnlichem gefüllt sind. Selten findet man auch Kisten, die Gegenstände enthalten (sie sehen aus wie auf der Übersichtskarte, sind dort jedoch nicht vermerkt).

### Kämpfe
Die Kämpfe gestalten sich abwechslungsreich. So werden zum Beispiel Boss-Kämpfe, welche oft im Spiel vorkommen, immer mit einem Renderfilm eingeleitet, der das Bossmonster in Szene setzt. Im Kampf selbst kann man auf vielfältige Weisen vorgehen: Man kann auf Benzinfässer schießen, um Gegner in einem gewissen Umkreis zu schädigen, oder man benutzt gefundene Superwaffen, welche oft nur einmal einsetzbar oder nur selten zu finden sind. Diese haben dann aber einen großen Wirkungsradius und vereinfachen besonders die Boss-Kämpfe. Der Spieler muss situationsgerecht vorgehen, denn einige Monster sind gegen bestimmte Waffen immun oder nehmen kaum Schaden. Auch das Zusammenspiel der Figuren ist wichtig: Ein Soldat A kann eine Kreatur mit einer Benzin- oder Wodkaflasche bewerfen, was eher weniger Schaden verursacht. Soldat B, der direkt neben dem Gegner stehen muss, kann nun Streichhölzer benutzen und die betroffene Kreatur anzünden, welche daraufhin anfängt zu brennen. Sie nimmt nun über eine gewisse Anzahl von Runden Schaden, was manche Kämpfe wiederum vereinfacht. Wenn man zu lange für eine Konfrontation braucht, können neue Gegner das Schlachtfeld betreten und den Kampf verlängern.

### Charakterwerte
Während der Kämpfe können die Charaktere durch den Gebrauch von Waffen ihren Umgang mit jenen verbessern. Sie steigen dann im Level (von 0 bis 10) dieser Waffe auf. Der Charakter verursacht nun mehr Schaden mit der Waffe und trifft öfter auch auf größeren Entfernungen. Der Gesundheitswert ist der zweite Charakterwert und kann mit Heilmitteln verbessert werden. Einen Rüstungswert gibt es an sich nicht, aber man kann durch Anlegen von Westen den von Gegnern verursachten Schaden verringern.

## Rezeption
Die Hintergrundgeschichte des Spiels erinnere an System Shock. In Atmosphäre und Darstellung ähnele es Fallout. Das Spiel sei überzeugend in Szene gesetzt und bringe originelle Ideen mit. Das Spiel kombiniere Adventure-Elemente in die rundenbasierte Taktik. Die Steuerung sei überzeugend und die Atmosphäre packend.